# Hugo Broos
Hugo Broos (Leuven, 10 april 1952) is een  Belgisch voetbaltrainer en gewezen voetballer. In zijn lange trainerscarrière in binnen- en buitenland won hij onder meer het Afrikaans kampioenschap van 2017 als bondscoach van Kameroen.
Broos stond als voetballer bekend als een sobere, maar degelijke verdediger. Hij speelde meer dan 10 seizoenen voor RSC Anderlecht en won in die periode onder meer drie landstitels, vier bekers en drie Europacups. Op 31-jarige leeftijd maakte hij de opmerkelijke overstap naar Club Brugge, waar hij vervolgens nog vijf seizoenen speelde. Broos verzamelde ook 24 caps voor de Rode Duivels en nam ook deel aan het WK 1986 in Mexico.
Na zijn spelerscarrière ging hij aan de slag als trainer. Broos was met succes actief bij onder meer Club Brugge (2 landstitels, 1 beker), RSC Anderlecht (1 landstitel) en Excelsior Moeskroen. In totaal werd hij in België vier keer verkozen tot Trainer van het Jaar. Omdat hij na 2011 nog moeilijk aan de bak raakte in eigen land, koos hij voor buitenlandse avonturen in Europa, Azië en Afrika.

## Carrière

### Humbeek FC
Hugo Broos sloot zich op 11-jarige leeftijd aan bij het bescheiden Humbeek FC. Reeds als tiener maakte hij zijn debuut in het eerste elftal.

### RSC Anderlecht
RSC Anderlecht merkte de jonge verdediger op en haalde hem op 18-jarige leeftijd naar Brussel. De verlegen Broos belandde in een ploeg bestaande uit kleppers als Paul Van Himst, Wilfried Puis en Jan Mulder. Hij stond niet bekend als een technische voetballer, wel als een harde werker. Enkele dagen na het ontslag van trainer Pierre Sinibaldi maakte Broos zijn officieel debuut voor paars-wit. Hij mocht tegen Lierse SK invallen voor Werner Deraeve. In de laatste wedstrijden van het seizoen veroverde hij zelfs een basisplaats.
Nadien kwam de Duitser Georg Kessler. De strenge leermeester stond bekend om zijn fysiek zware trainingen, een kolfje naar de hand van Broos die vanaf dan een vaste waarde werd bij RSC Anderlecht. In tegenstelling tot verdedigers als Gilbert Van Binst en Erwin Vandendaele was hij amper aanvallend ingesteld. Zijn taak stond er voornamelijk uit om de spitsen van de tegenstand uit de wedstrijd te houden. Broos beschikte over een zuivere tackle, was kopbalsterk en was zowel op als naast het veld een voorbeeld van professionalisme.
In 1972 won hij met RSC Anderlecht voor het eerst de dubbel. Vier jaar later zette Anderlecht het succes voort in Europa. Broos en zijn ploegmaats bereikten de finale van de Europacup II en versloegen daarin het Engelse West Ham United met 4-2. Hoewel namen als Rob Rensenbrink, Ludo Coeck en Arie Haan de echte sterren van het team waren, was ook Broos nooit weg te denken uit het elftal. Later dat jaar versloeg Anderlecht ook Bayern München in twee duels voor de Europese Supercup. In 1977 verloor het team de finale van de Europacup II, maar een seizoen later trof RSC Anderlecht opnieuw prijs. Broos en zijn collega's wonnen de finale met 4-0 van Austria Wien. Zo'n zes maanden later sleepte Anderlecht ook zijn tweede Europese Supercup in de wacht na een zege tegen Liverpool FC. Maar ondanks het feit dat Broos een belangrijk aandeel had in de Europese successen werd hij nooit een van de grootverdieners van het team.
Na de gouden jaren 70 zochten heel wat spelers andere oorden op en een drong een nieuwe generatie zich op. Broos dreigde begin jaren 80 onder trainer Tomislav Ivić naast het elftal te vallen omwille van een rugblessure. KAA Gent toonde interesse in hem, maar de centrale verdediger bleef uiteindelijk in het Astridpark. Aanbiedingen van Franse clubs als FC Sochaux en Rennes legde hij ook naast zich neer. Broos werd centraal in de verdediging wel verdrongen door nieuwkomer Luka Peruzović en verhuisde naar de rechterflank. Maar ook op die positie toonde de immer sober verdedigende Vlaams-Brabander zich een betrouwbare pion. Anderlecht sloot het seizoen 1980/81 af als kampioen.
In 1983 werd Broos' oud-ploegmaat Paul Van Himst aangeduid als opvolger van Ivić. Vanaf dan kon hij steeds minder rekenen op speelkansen. Van Himst koos centraal immers voor Peruzović en Morten Olsen. Broos kwam wel nog in actie in de finale van de UEFA Cup. Anderlecht versloeg in die finale Benfica. Broos, Ludo Coeck en Frank Vercauteren zijn tot op heden de enige spelers die met RSC Anderlecht drie Europacups wisten te veroveren.

### Club Brugge
In 1983 werd Gilbert Van Binst de assistent van Georg Kessler bij Club Brugge. Hij overtuigde zijn gewezen ploegmaat Broos om ook naar Brugge over te stappen. Na korte onderhandelingen met voorzitter Fernand De Clerck en manager Antoine Vanhove tekende Broos een contract. Hij werd met zijn ervaring meteen een van de natuurlijke leiders van het team. In zijn eerste jaar won Broos geen prijzen met Club. Pas na de komst van Henk Houwaart sloot Club Brugge terug aan bij de top. In 1986 versloeg blauw-zwart in de bekerfinale stadsrivaal Cercle Brugge met 3-0. De 34-jarige Broos speelde de volledige wedstrijd. In de competitie eindigde Club Brugge met evenveel punten als Anderlecht. Beide teams speelden testwedstrijden om de titel. Anderlecht trok daarin aan het langste eind en kroonde zich tot kampioen.
Een jaar later zette Broos en zijn ploeggenoten een indrukwekkende prestatie neer in Europa. Eerst haalde het een 2-0 nederlaag op tegen Zenit Leningrad. Het team uit de Sovjet-Unie werd in eigen huis met 5-0 ingeblikt. Het was het begin van een opmerkelijke thuisreputatie. In de tweede ronde versloeg Club het Joegoslavische Rode Ster Belgrado met 4-0, nadat het eerst verloren had met 3-1. In de volgende ronde volgde het opmerkelijkste duel. Het Duitse Borussia Dortmund won thuis met 3-0, maar kreeg in de terugwedstrijd in het Olympiastadion na verlengingen 5-0 om de oren. In de kwartfinale versloeg Club Brugge het Griekse Panathinaikos, maar in de halve finale bleek RCD Español te sterk. De Spanjaarden wonnen in eigen land met 3-0. Brugge zorgde voor eigen volk wel nog voor een 2-0 zege.
Ook in de competitie schopte Club Brugge het ver. De West-Vlamingen veroverden hun eerste landstitel sinds 1980. Broos was gedurende het hele seizoen een van de meest regelmatige spelers, ondanks zijn 36-jarige leeftijd. Twee weken na de competitie speelde Broos met Club Brugge tegen zijn ex-club om de Supercup. Club Brugge won met het kleinste verschil. Na die wedstrijd zette Broos een punt achter zijn loopbaan als voetballer.

## Statistieken
| Seizoen | Club           | Competitie    | Competitie | Competitie | Beker | Beker | Europees | Europees | Totaal | Totaal |
| Seizoen | Club           | Competitie    | Wed.       | Dlp.       | Wed.  | Dlp.  | Wed.     | Dlp.     | Wed.   | Dlp.   |
| ------- | -------------- | ------------- | ---------- | ---------- | ----- | ----- | -------- | -------- | ------ | ------ |
| 1970/71 | RSC Anderlecht | Eerste klasse | 6          | 0          | 0     | 0     | 0        | 0        | 6      | 0      |
| 1971/72 | RSC Anderlecht | Eerste klasse | 28         | 0          | 6     | 0     | 1        | 0        | 35     | 0      |
| 1972/73 | RSC Anderlecht | Eerste klasse | 23         | 0          | 5     | 0     | 3        | 0        | 31     | 0      |
| 1973/74 | RSC Anderlecht | Eerste klasse | 29         | 0          | 4     | 0     | 2        | 0        | 35     | 0      |
| 1974/75 | RSC Anderlecht | Eerste klasse | 38         | 0          | 6     | 0     | 6        | 0        | 50     | 0      |
| 1975/76 | RSC Anderlecht | Eerste klasse | 23         | 0          | 4     | 0     | 5        | 0        | 32     | 0      |
| 1976/77 | RSC Anderlecht | Eerste klasse | 34         | 1          | 6     | 0     | 9        | 0        | 49     | 1      |
| 1977/78 | RSC Anderlecht | Eerste klasse | 34         | 0          | 4     | 0     | 9        | 0        | 47     | 0      |
| 1978/79 | RSC Anderlecht | Eerste klasse | 33         | 0          | 6     | 0     | 2        | 0        | 41     | 0      |
| 1979/80 | RSC Anderlecht | Eerste klasse | 20         | 0          | 4     | 0     | 1        | 0        | 25     | 0      |
| 1980/81 | RSC Anderlecht | Eerste klasse | 32         | 1          | 2     | 0     | 2        | 0        | 36     | 1      |
| 1981/82 | RSC Anderlecht | Eerste klasse | 34         | 0          | 3     | 0     | 8        | 0        | 45     | 0      |
| 1982/83 | RSC Anderlecht | Eerste klasse | 17         | 0          | 1     | 0     | 4        | 0        | 22     | 0      |
| 1983/84 | Club Brugge    | Eerste klasse | 34         | 0          | 3     | 0     | 0        | 0        | 37     | 0      |
| 1984/85 | Club Brugge    | Eerste klasse | 33         | 0          | 4     | 0     | 4        | 0        | 41     | 0      |
| 1985/86 | Club Brugge    | Eerste klasse | 33         | 0          | 9     | 0     | 4        | 0        | 46     | 0      |
| 1986/87 | Club Brugge    | Eerste klasse | 28         | 1          | 3     | 0     | 2        | 0        | 33     | 1      |
| 1987/88 | Club Brugge    | Eerste klasse | 33         | 0          | 4     | 0     | 8        | 0        | 45     | 0      |
| TOTAAL  | TOTAAL         | TOTAAL        | 512        | 3          | 74    | 0     | 70       | 0        | 656    | 3      |

## Nationale ploeg

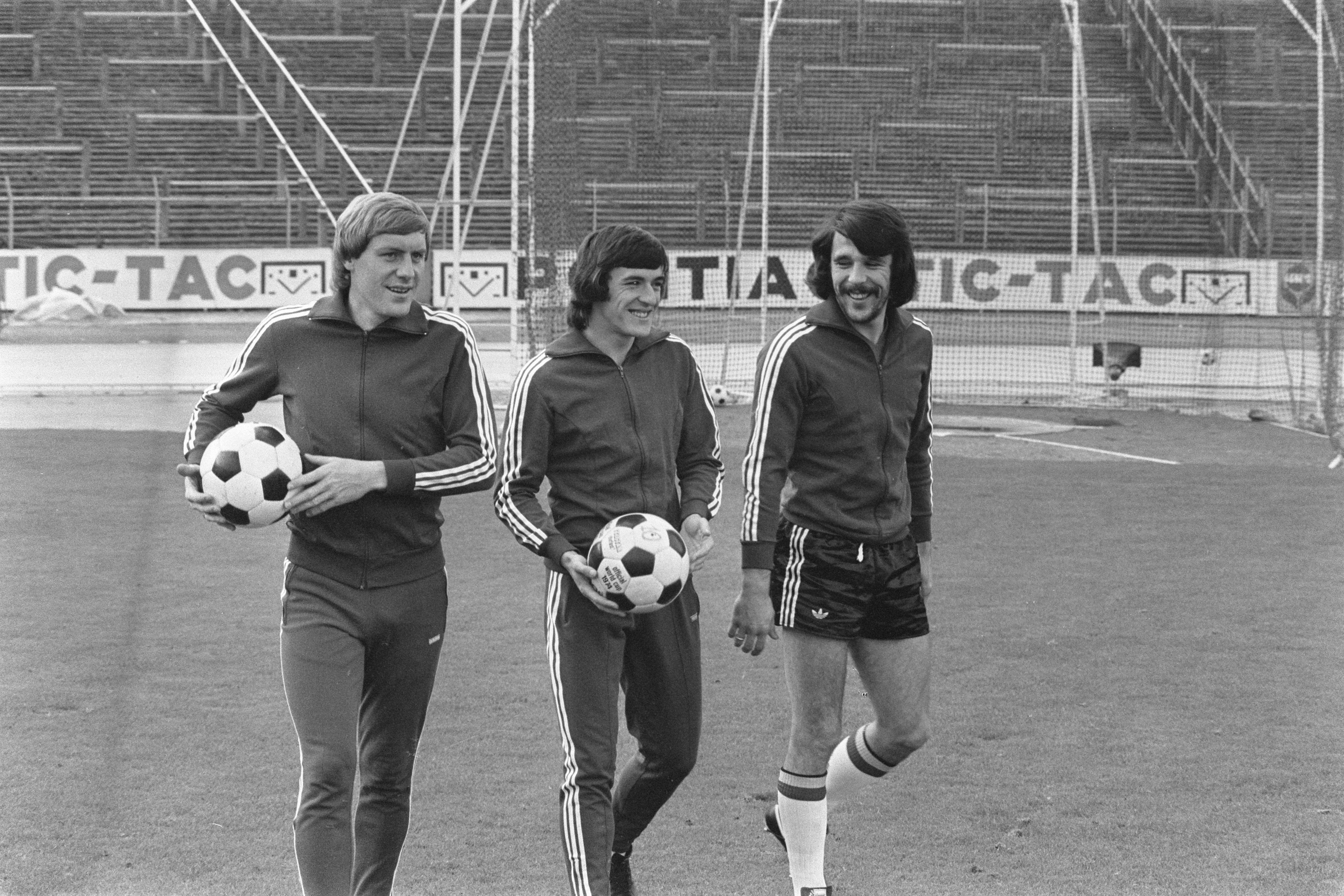
Hugo Broos, François Van der Elst en Eric Gerets tijdens een training in oktober 1977.

Hugo Broos maakte in 1974 zijn debuut voor de nationale ploeg van België. Het was toenmalig bondscoach Raymond Goethals die hem voor het eerst selecteerde. Broos mocht op 13 maart 1974 een hele wedstrijd meespelen tegen West-Duitsland. België verloor met 1-0. In de nationale ploeg kreeg Broos aanvankelijk de concurrentie te verduren van Nico Dewalque en Erwin Vandendaele. De nationale ploeg wist zich in die dagen niet te plaatsen voor een groot toernooi. In 1979 zorgde een rugblessure ervoor dat Broos buiten de nationale ploeg viel. Hij miste het EK 1980 en zag hoe zijn vervanger Luc Millecamps volledig doorbrak.
In november 1985 kwam bondscoach Guy Thys door heel wat geblesseerden en geschorsten opnieuw uit bij Broos. Thys riep hem op voor de belangrijke barragewedstrijd tegen Nederland. De Rode Duivels moesten in De Kuip een 1-0 zege tegen Oranje verdedigen. België kwam 2-0 achter, maar een late goal van Georges Grün zorgde er toch nog voor dat de Duivels naar het wereldkampioenschap in Mexico mochten. Na afloop feliciteerde Thys de 33-jarige Broos en beloofde hem als hij niet geblesseerd zou raken een plaats in de WK-selectie. Broos raakte niet geblesseerd en mocht in juni 1986 mee naar Mexico.
Op het WK speelde Broos in de eerste wedstrijd tegen gastland Mexico. De Duivels verloren met 1-2, waarna hij op de bank belandde. In de derde groepswedstrijd werd hij als rechtsachter ingezet. België speelde gelijk tegen Paraguay en plaatste zich voor de tweede ronde. Daarin versloegen de Rode Duivels de Sovjet-Unie na verlengingen. In de kwartfinale stond Spanje op het programma. Zijn ploegmaat bij Brugge, Jan Ceulemans, bracht België op voorsprong. Broos viel in het slot van de partij in voor aanvaller Danny Veyt. Bondscoach Thys hoopte de voorsprong te bewaren, maar zag hoe Spanje niet veel later toch wist gelijk te maken. Er kwamen verlengingen en uiteindelijk ook penalty's. Broos nam de derde strafschop voor België en scoorde. De Rode Duivels wonnen uiteindelijk met 4-3. In de halve finale tegen het Argentinië van stervoetballer Diego Maradona kwam Broos niet in actie. De Duivels verloren het duel met 2-0. In de wedstrijd om de derde plaats verloor België met 4-2 van Frankrijk.
| Interlands van Hugo Broos voor België | Interlands van Hugo Broos voor België | Interlands van Hugo Broos voor België   | Interlands van Hugo Broos voor België | Interlands van Hugo Broos voor België | Interlands van Hugo Broos voor België |
| №                                     | Datum                                 | Wedstrijd                               | Uitslag                               | Competitie                            | Goals                                 |
| Als speler van Anderlecht             | Als speler van Anderlecht             | Als speler van Anderlecht               | Als speler van Anderlecht             | Als speler van Anderlecht             | Als speler van Anderlecht             |
| ------------------------------------- | ------------------------------------- | --------------------------------------- | ------------------------------------- | ------------------------------------- | ------------------------------------- |
| 1                                     | 13.03.1974                            | Duitse Democratische Republiek – België | 1 – 0                                 | Vriendschappelijk                     | 0                                     |
| 2                                     | 08.09.1974                            | IJsland – België                        | 0 – 2                                 | EK-kwalificatie                       | 0                                     |
| 3                                     | 12.10.1974                            | België – Frankrijk                      | 2 – 1                                 | EK-kwalificatie                       | 0                                     |
| 4                                     | 07.12.1974                            | Duitse Democratische Republiek – België | 0 – 0                                 | EK-kwalificatie                       | 0                                     |
| 5                                     | 06.09.1975                            | België – IJsland                        | 1 – 0                                 | EK-kwalificatie                       | 0                                     |
| 6                                     | 10.11.1976                            | België – Noord-Ierland                  | 2 – 0                                 | WK-kwalificatie                       | 0                                     |
| 7                                     | 26.01.1977                            | Italië – België                         | 2 – 1                                 | Vriendschappelijk                     | 0                                     |
| 8                                     | 26.03.1977                            | België – Nederland                      | 0 – 2                                 | WK-kwalificatie                       | 0                                     |
| 9                                     | 03.09.1977                            | België – IJsland                        | 4 – 0                                 | WK-kwalificatie                       | 0                                     |
| 10                                    | 26.10.1977                            | Nederland – België                      | 1 – 0                                 | WK-kwalificatie                       | 0                                     |
| 11                                    | 16.11.1977                            | Noord-Ierland – België                  | 3 – 0                                 | WK-kwalificatie                       | 0                                     |
| 12                                    | 21.12.1977                            | België – Italië                         | 0 – 1                                 | Vriendschappelijk                     | 0                                     |
| 13                                    | 22.03.1978                            | België – Oostenrijk                     | 1 – 0                                 | Vriendschappelijk                     | 0                                     |
| 14                                    | 19.04.1978                            | Duitse Democratische Republiek – België | 0 – 0                                 | Vriendschappelijk                     | 0                                     |
| 15                                    | 11.10.1978                            | Portugal – België                       | 1 – 1                                 | EK-kwalificatie                       | 0                                     |
| 16                                    | 15.11.1978                            | Israël – België                         | 1 – 0                                 | Vriendschappelijk                     | 0                                     |
| 17                                    | 28.03.1979                            | België – Oostenrijk                     | 1 – 1                                 | EK-kwalificatie                       | 0                                     |
| 18                                    | 02.05.1979                            | Oostenrijk – België                     | 0 – 0                                 | EK-kwalificatie                       | 0                                     |
| Als speler van Club Brugge            |                                       |                                         |                                       |                                       |                                       |
| 19                                    | 20.11.1985                            | Nederland – België                      | 2 – 1                                 | WK-kwalificatie                       | 0                                     |
| 20                                    | 19.02.1986                            | Spanje – België                         | 3 – 0                                 | Vriendschappelijk                     | 0                                     |
| 21                                    | 19.05.1986                            | België – Joegoslavië                    | 1 – 3                                 | Vriendschappelijk                     | 0                                     |
| 22                                    | 03.06.1986                            | Mexico – België                         | 2 – 1                                 | WK-eindronde                          | 0                                     |
| 23                                    | 11.06.1986                            | België – Paraguay                       | 2 – 2                                 | WK-eindronde                          | 0                                     |
| 24                                    | 22.06.1986                            | België – Spanje                         | 1 – 1                                 | WK-eindronde                          | 0                                     |

## Trainer

### RWDM
In 1988 stopte hij met voetballen. Er waren plannen om Broos te promoveren tot technisch directeur bij blauw-zwart, maar uiteindelijk kwam het nooit zover. KSV Oudenaarde probeerde hem als speler-trainer aan te trekken, maar op dat voorstel ging hij niet in, waarna hij als trainer aan de slag ging bij RWDM. Hij was er werkzaam onder technisch directeur Paul Van Himst. Na een nederlaag tegen Club Brugge op de slotspeeldag degradeerde RWDM naar tweede klasse, waarna Broos hoofdtrainer werd en meteen terug naar de hoogste afdeling promoveerde.

### Club Brugge
Na drie seizoenen bij de Brusselse club keerde Broos terug naar Club Brugge. Hij volgde er Georges Leekens op. Kapitein en boegbeeld Jan Ceulemans had het voor bekeken gehouden en dus gaf Broos de aanvoerdersband door aan Franky Van der Elst. Met spelers als Van der Elst, Daniel Amokachi, Gert Verheyen, Vital Borkelmans, Dany Verlinden en Lorenzo Staelens beschikte Broos over een sterk team. Al in zijn eerste seizoen werd hij met blauw-zwart kampioen. Nadien domineerde Anderlecht enkele seizoenen de Belgische competitie, maar midden jaren 90 nam blauw-zwart de leiding opnieuw over. In 1995 loodste Broos zijn team naar bekerwinst. Een jaar later won Club zelfs de dubbel. Broos zelf werd in zowel 1992 als 1996 uitgeroepen tot Trainer van het Jaar.

### Moeskroen
In 1997 ruilde hij Club Brugge in voor Excelsior Moeskroen. De club uit Henegouwen was een jaar eerder naar eerste klasse gestegen en was meteen derde geworden. Broos kreeg bij Moeskroen spelers als Steve Dugardein, Zoran Ban, Yves Vanderhaeghe en Gordan Vidović onder zijn hoede. In zijn eerste seizoen zakte Moeskroen terug naar de middenmoot, maar met de komst van spelers Frédéric Pierre, Axel Lawarée en de broers Marcin en Michał Żewłakow groeide Moeskroen terug uit tot een subtopper. In 2002 bereikte Broos met Moeskroen de bekerfinale, maar verloor daarin met 3-1 van zijn vorige werkgever.

### RSC Anderlecht
Na het vertrek van Aimé Antheunis naar de nationale ploeg leek Broos de geschikte persoon om hem op te volgen als coach van RSC Anderlecht. Broos keerde terug naar de club waar hij zelf 13 seizoenen voor gevoetbald had. In zijn eerste seizoen slaagde hij er niet in om Anderlecht naar de titel te loodsen. Maar een jaar later liep het iets vlotter. Broos introduceerde met Vincent Kompany een van de grootste Belgische talenten en veroverde met paars-wit zijn derde titel als trainer. Na het seizoen werd hij ook voor de derde keer verkozen tot Trainer van het Jaar.
Anderlecht wist zich een seizoen later te plaatsen voor de Champions League, maar in de groepsfase verloor paars-wit elke wedstrijd. Broos' positie bij RSC Anderlecht kwam op de helling te staan. Een maand na de winterstop werd hij voor het eerst in zijn carrière ontslagen. Broos werd opgevolgd door zijn assistent en oud-ploegmaat Frank Vercauteren.

### Genk
In juni 2005 werd hij als trainer aangeworven door KRC Genk. In zijn eerste seizoen werd hij met de Limburgers vijfde in de competitie. Een jaar later deed Genk lange tijd mee om de titel. De club ging op 30 september 2006 met 1-4 winnen in het Astridpark, maar toch was het uiteindelijk Anderlecht dat kampioen werd. Genk werd vicekampioen en greep net naast een derde titel. Broos werd achteraf voor de vierde keer verkozen tot Trainer van het Jaar. Op 23 februari 2008, na een 0-1 nederlaag in de derby tegen STVV en een 2 op 21 in de laatste zeven matchen, gingen Broos en Genk in onderling overleg uit elkaar.

### Panserraikos en Trabzonspor
In december 2008 tekende Broos een contract voor zes maanden bij Panserraikos FC. Het was zijn eerste buitenlandse opdracht. Hij slaagde erin om het team in de hoogste divisie te houden. Een half jaar later begon Broos aan zijn tweede buitenlandse avontuur bij het Turkse Trabzonspor, waar hij trainer én technisch directeur werd. Op 22 november 2009 werd hij ontslagen na de vijfde nederlaag van dat seizoen.

### Zulte Waregem
Na een periode van bijna een jaar zonder club tekende hij op 27 oktober 2010 een contract voor 1,5 jaar bij Zulte Waregem, waar Bart De Roover na de tegenvallende resultaten ontslagen werd. Op 23 mei 2011 werd zijn functie als trainer bij Zulte Waregem beëindigd.

### Al-Jazira
In augustus 2011 werd Broos bij Al-Jazira Club de assistent van Frank Vercauteren, die destijds bij Anderlecht zelf de assistent was van Broos. De twee speelden in het verleden ook samen bij Anderlecht. In maart 2012 werden ze samen aan de deur gezet.

### JS Kabylie
Begin juli 2014 ging Broos, die eerder dat jaar paste voor een job bij tweedeklasser Eendracht Aalst, als hoofdcoach aan de slag bij het Algerijnse JS Kabylie. De 62-jarige trainer werd er in augustus 2014 geconfronteerd met een dodelijke incident. Supporters van Kabylie waren niet tevreden met een 2-1 nederlaag van hun team en bekogelden de spelers met stenen uit de tribune. Een projectiel raakte de Kameroense spits Albert Ebossé op het hoofd, waarna die overleed. Op 26 september 2014 gaf Broos zijn ontslag bij de club, onder andere omwille van een te grote inmenging van de voorzitter van de club.

### NA Hussein Dey
Eind november 2014 ging Broos opnieuw aan de slag als hoofdcoach in de Algerijnse competitie bij voetbalclub NA Hussein Dey. Op 1 februari 2015 was het avontuur afgelopen en werd hij ontslagen wegens slechte resultaten. Een dag later heeft de Algerijnse voetbalclub nu weer het vertrouwen in de Belgische coach uitgesproken. Broos, nog geen drie maanden in dienst bij de degradatiekandidaat, blijft zo actief in Algerije. Zijn assistent, Farid Zamiti, werd wel de laan uitgestuurd.

### Kameroen
Op 18 februari 2016 werd Broos bondscoach van Kameroen. Het was zijn eerste maal als bondscoach. In juni 2016 kwalificeerde hij zich met Kameroen voor de Africa Cup 2017. Kameroen eindigde op het eindtoernooi als tweede in groep A en schakelde vervolgens Senegal en Ghana uit, waardoor het land voor de zevende keer de finale bereikte.
Op 5 februari 2017 werd in de finale Egypte met 2–1 verslagen. Invallers Nicolas N'Koulou en Vincent Aboubakar zorgden voor de overwinning, nadat Mohamed Elneny in de eerste helft voor een Egyptische voorsprong had gezorgd. Het was de vijfde eindoverwinning voor Kameroen. Broos werd hierdoor de eerste Belgische coach sinds Raoul Daufresne de la Chevalerie op de Olympische Zomerspelen 1920 die op een internationaal eindtoernooi voor landenteams een prijs wist te veroveren.
Kameroen kon zich nadien wel niet kwalificeren voor het WK 2018 in Rusland en nam daarom op 4 december 2017 afscheid van Broos.

### KV Oostende
Tijdens het seizoen 2017/18 nam KV Oostende-voorzitter Marc Coucke voetbalclub RSC Anderlecht over. Als een gevolg van de overname, maakte Coucke samen met sportief directeur Luc Devroe de overstap naar Anderlecht. Peter Callant nam bij Oostende de rol van voorzitter over en op 1 maart 2018 werd Broos voorgesteld als de nieuwe sportief directeur. Zijn eerste belangrijke beleidsdaad bij Oostende was het aanstellen van Gert Verheyen als coach voor het nieuwe seizoen 2018-2019. Verheyen komt samen met zijn assistenten Franky Van der Elst en Patrick Creemers over van de nationale U19. Zij tekenden allen een contract voor drie seizoenen en werden op 25 april officieel voorgesteld. Begin maart 2019 nam hij de trainersfunctie over van Verheyen nadat Verheyen opstapte al coach van KV Oostende. Eind april raakte bekend dat Broos met onmiddellijke ingang alle functies bij de kustploeg naast zich neer legde. Als trainer werd hij opgevolgd door hulptrainer Van der Elst.

### Zuid-Afrika
In mei 2021 werd Broos aangesteld als bondscoach van Zuid-Afrika. Op 10 februari 2024 pakte hij met de Bafana Bafana een onverhoopte bronzen medaille op de Africa Cup 2023. In de strafschoppenreeks van de troostfinale versloegen ze Congo-Kinshasa met 6-5, nadat de reguliere speeltijd op een 0-0 gelijkspel was geëindigd.

## Statistieken als Trainer
| Seizoen | Club                | Functie         | Competitie              | Nationale Competitie | Nationale Competitie | Nationale Competitie | Nationale Competitie | Nationale Competitie | Nationale Competitie        | Nationale Bekers | Nationale Bekers | Nationale Bekers | Nationale Bekers | Continentaal | Continentaal | Continentaal | Continentaal |
| Seizoen | Club                | Functie         | Competitie              | Wedstrijden          | Winst                | Gelijkspel           | Verlies              | Eindstand            | Behaalde punten bij ontslag | Wedstrijden      | Winst            | Gelijkspel       | Verlies          | Wedstrijden  | Winst        | Gelijkspel   | Verlies      |
| ------- | ------------------- | --------------- | ----------------------- | -------------------- | -------------------- | -------------------- | -------------------- | -------------------- | --------------------------- | ---------------- | ---------------- | ---------------- | ---------------- | ------------ | ------------ | ------------ | ------------ |
| 1988-89 | RWD Molenbeek       | Trainer         | Eerste Klasse           | 34                   | 10                   | 5                    | 19                   | 17de (degradatie)    |                             | 2                | 1                | 0                | 1                | 0            | 0            | 0            | 0            |
| 1989-90 | RWD Molenbeek       | Trainer         | Tweede Klasse           | 30                   | 18                   | 10                   | 2                    | 1ste (promotie)      | 1                           | 0                | 0                | 1                | 0                | 0            | 0            | 0            |              |
| 1990-91 | RWD Molenbeek       | Trainer         | Eerste Klasse           | 34                   | 10                   | 8                    | 16                   | 12de                 | 1                           | 0                | 0                | 1                | 0                | 0            | 0            | 0            |              |
| 1991-92 | Club Brugge         | Trainer         | Eerste Klasse           | 34                   | 21                   | 11                   | 2                    | 1ste                 | 2                           | 1                | 0                | 1                | 8                | 6            | 0            | 2            |              |
| 1992-93 | Club Brugge         | Trainer         | Eerste Klasse           | 34                   | 16                   | 8                    | 10                   | 6de                  | 2                           | 1                | 0                | 1                | 10               | 5            | 1            | 4            |              |
| 1993-94 | Club Brugge         | Trainer         | Eerste Klasse           | 34                   | 20                   | 13                   | 1                    | 2de                  | 4                           | 3                | 0                | 1                | 0                | 0            | 0            | 0            |              |
| 1994-95 | Club Brugge         | Trainer         | Eerste Klasse           | 34                   | 21                   | 7                    | 6                    | 3rde                 | 5                           | 5                | 0                | 0                | 4                | 4            | 1            | 1            |              |
| 1995-96 | Club Brugge         | Trainer         | Eerste Klasse           | 34                   | 25                   | 6                    | 3                    | 1ste                 | 5                           | 4                | 0                | 1                | 4                | 1            | 1            | 2            |              |
| 1996-97 | Club Brugge         | Trainer         | Eerste Klasse           | 34                   | 22                   | 5                    | 7                    | 2de                  | 2                           | 1                | 0                | 1                | 8                | 3            | 3            | 2            |              |
| 1997-98 | Excelsior Mouskroen | Trainer         | Eerste Klasse           | 34                   | 11                   | 8                    | 15                   | 10de                 | 3                           | 2                | 0                | 1                | 0                | 0            | 0            | 0            |              |
| 1998-99 | Excelsior Mouskroen | Trainer         | Eerste Klasse           | 34                   | 19                   | 9                    | 6                    | 4de                  | 1                           | 0                | 0                | 1                | 0                | 0            | 0            | 0            |              |
| 1999-00 | Excelsior Mouskroen | Trainer         | Eerste Klasse           | 34                   | 16                   | 9                    | 9                    | 4de                  | 1                           | 0                | 0                | 1                | 0                | 0            | 0            | 0            |              |
| 2000-01 | Excelsior Mouskroen | Trainer         | Eerste Klasse           | 34                   | 15                   | 8                    | 11                   | 7de                  |                             |                  |                  |                  | 0                | 0            | 0            | 0            |              |
| 2001-02 | Excelsior Mouskroen | Trainer         | Eerste Klasse           | 34                   | 17                   | 5                    | 12                   | 6de                  | 4                           | 3                | 0                | 1                | 0                | 0            | 0            | 0            |              |
| 2002-03 | RSC Anderlecht      | Trainer         | Eerste Klasse           | 32                   | 23                   | 2                    | 7                    | 2de                  | 2                           | 1                | 0                | 1                | 8                | 5            | 1            | 2            |              |
| 2003-04 | RSC Anderlecht      | Trainer         | Eerste Klasse           | 34                   | 25                   | 6                    | 3                    | 1ste                 | 3                           | 2                | 0                | 1                | 10               | 5            | 2            | 3            |              |
| 2004-05 | RSC Anderlecht      | Trainer         | Eerste Klasse           | 20                   | 14                   | 3                    | 3                    | /                    | 45/60                       | 2                | 1                | 0                | 1                | 8            | 1            | 0            | 7            |
| 2005-06 | KRC Genk            | Trainer         | Eerste Klasse           | 34                   | 16                   | 9                    | 9                    | 5de                  |                             | 2                | 1                | 0                | 1                | 4            | 2            | 1            | 1            |
| 2006-07 | KRC Genk            | Trainer         | Eerste Klasse           | 34                   | 22                   | 6                    | 6                    | 2de                  | 2                           | 1                | 0                | 1                | 0                | 0            | 0            | 0            |              |
| 2007-08 | KRC Genk            | Trainer         | Eerste Klasse           | 23                   | 8                    | 7                    | 8                    | /                    | 31/69                       | 2                | 1                | 0                | 1                | 2            | 1            | 0            | 1            |
| 2008-09 | Panserraikos        | Trainer         | Super League            | 15                   | 3                    | 5                    | 7                    | 15de                 |                             |                  |                  |                  |                  |              |              |              |              |
| 2009-10 | Trabzonspor         | Trainer         | Süper Lig               | 13                   | 5                    | 3                    | 5                    | /                    | 18/39                       | 0                | 0                | 0                | 0                | 2            | 1            | 0            | 1            |
| 2010-11 | Zulte Waregem       | Trainer         | Eerste Klasse           | 24                   | 8                    | 7                    | 9                    | 11de                 |                             | 1                | 0                | 0                | 1                | 0            | 0            | 0            | 0            |
| 2014-15 | JS Kabylie          | Trainer         | Ligue Professionnelle 1 | 5                    | 3                    | 1                    | 1                    | /                    | 10/15                       | 0                | 0                | 0                | 0                | 0            | 0            | 0            | 0            |
| 2014-15 | NA Hussein Dey      | Trainer         | Ligue Professionnelle 1 | 10                   | 3                    | 3                    | 4                    | /                    | 12/30                       | 2                | 2                | 0                | 0                | 0            | 0            | 0            | 0            |
| 2018-19 | KV Oostende         | Interim-trainer | Eerste Klasse           | 8                    | 2                    | 2                    | 4                    | /                    | 8/24                        | 0                | 0                | 0                | 0                | 0            | 0            | 0            | 0            |

## Statistieken als Bondscoach
| Periode    | Periode    | Ploeg       | Functie    | Wedstrijden | Winst | Gelijk | Verlies |
| ---------- | ---------- | ----------- | ---------- | ----------- | ----- | ------ | ------- |
| Begin      | Einde      |             |            |             |       |        |         |
| 13/02/2016 | 04/12/2017 | Kameroen    | Bondscoach | 24          | 10    | 9      | 5       |
| 05/05/2021 |            | Zuid-Afrika | Bondscoach | 0           | 0     | 0      | 0       |

## Palmares

### Als speler
| Nationaal             |    |                              |
| Belgisch kampioen     | 4x | 1972, 1974, 1981, 1988       |
| Beker van België      | 5x | 1972, 1973, 1975, 1976, 1986 |
| Supercup              | 2x | 1986, 1988                   |
| Trofee Jules Pappaert | 2x | 1977, 1983                   |
| Vriendschappelijk     |    |                              |
| Brugse Metten         | 1x | 1984                         |
| Europees              |    |                              |
| Europacup II          | 2x | 1976, 1978                   |
| Europese Supercup     | 2x | 1976, 1978                   |
| UEFA Cup              | 1x | 1983                         |

### Overzicht nationale en internationale competities
| Seizoen | Competitie | Beker  | EC I | JB  | EC II  | EC III | WK | EK |
| ------- | ---------- | ------ | ---- | --- | ------ | ------ | -- | -- |
| 1970/71 | Brons      | 1/2    | –    | 1/8 | –      | –      | –  | –  |
| 1971/72 | Goud       | Goud   | –    | –   | –      | 1/32   | –  | –  |
| 1972/73 | 6e         | Goud   | 1/8  | –   | –      | –      | –  | –  |
| 1973/74 | Goud       | 1/8    | –    | –   | 1/16   | –      | –  | –  |
| 1974/75 | Brons      | Goud   | 1/4  | –   | –      | –      | –  | –  |
| 1975/76 | Zilver     | Goud   | –    | –   | Goud   | –      | –  | –  |
| 1976/77 | Zilver     | Zilver | –    | –   | Zilver | –      | –  | –  |
| 1977/78 | Zilver     | 1/8    | –    | –   | Goud   | –      | –  | –  |
| 1978/79 | Zilver     | 1/2    | –    | –   | 1/8    | –      | –  | –  |
| 1979/80 | 5e         | 1/4    | –    | –   | –      | 1/32   | –  | –  |
| 1980/81 | Goud       | 1/16   | –    | –   | –      | 1/32   | –  | –  |
| 1981/82 | Zilver     | 1/8    | 1/2  | –   | –      | –      | –  | –  |
| 1982/83 | Zilver     | 1/8    | –    | –   | –      | Goud   | –  | –  |
| 1983/84 | Brons      | 1/8    | –    | –   | –      | –      | –  | –  |
| 1984/85 | Zilver     | 1/8    | –    | –   | –      | 1/16   | –  | –  |
| 1985/86 | Zilver     | Goud   | –    | –   | –      | 1/16   | 4e | –  |
| 1986/87 | Brons      | 1/8    | –    | –   | 1/16   | –      | –  | –  |
| 1987/88 | Goud       | 1/4    | –    | –   | –      | 1/2    | –  | –  |

### Als trainer
| Nationaal             |    |                        |
| Belgisch kampioen     | 3x | 1992, 1996, 2004       |
| Beker van België      | 2x | 1995, 1996             |
| Belgische Supercup    | 4x | 1991, 1992, 1994, 1996 |
| Trofee Jules Pappaert | 1x | 1995                   |
| Internationaal        |    |                        |
| Afrika Cup            | 1x | 2017                   |
| Individueel           |    |                        |
| Trainer van het Jaar  | 4x | 1992, 1996, 2004, 2007 |